# 卡爾 (萊寧根親王)
萊寧根的卡爾（德語：Karl zu Leiningen，1804年9月12日—1856年11月13日），第三代萊寧根親王，英國維多利亞女王同母異父的哥哥。

## 家庭
1829年，卡爾和瑪麗亞·馮·克雷伯斯貝格（Maria von Klebelsberg）結婚，兩人共有兩個兒子：
1. 恩斯特（1830年—1904年）
2. 愛德華（1833年—1914年）